# St. Charles (Missouri)
St. Charles – miasto w Stanach Zjednoczonych, w stanie Missouri, w hrabstwie St. Charles. Jest częścią obszaru metropolitalnego Saint Louis. W 2019 roku liczy 
71 tys. mieszkańców i jest dziewiątym co do wielkości miastem w stanie.

## Miasta partnerskie
- Ludwigsburg, Niemcy